# 정이품송
보은 속리 정이품송(報恩 俗離 正二品松)은 충청북도 보은군 속리산에 있는 소나무이다. 1962년 12월 7일 대한민국의 천연기념물 제103호 '속리의 정이품송'(俗離의 正二品松)으로 지정되었다가, 2008년 현재의 명칭으로 변경되었다.

## 상세
속리산 법주사로 가는 길 한가운데 서 있는 정이품송은 수령이 약 600살 정도로 추정되는 소나무로, 수고 14.5m(건물 5층 높이), 흉고직경 둘레 4.77m이다.
이 소나무가 정이품송이라는 이름을 얻게 된 데에는 다음과 같은 이야기가 있다. 조선 세조 10년(1464년)에 왕이 법주사로 행차할 때 타고 있던 가마가 이 소나무 아래를 지나게 되었는데, 가지가 아래로 처져 있어 가마가 가지에 걸리게 되었다. 이에 세조가 가마가 걸린다고 말하니 소나무가 가지를 위로 들어 왕이 무사히 지나가도록 하였다 한다. 또 세조가 이곳을 지나다가 이 나무 아래에서 비를 피했다는 설도 있다. 이리하여 세조는 이 소나무의 충정을 기리기 위하여 정이품(현재의 장관급) 벼슬을 내렸고, 그래서 이 소나무를 정이품 소나무라 부르게 되었다.
정이품송은 수형이 매우 아름다우며, 크고 오래된 나무이기 때문에 생물학 및 생물유전자원으로서의 가치가 매우 크고, 임금에게 섬기는 그 시대상을 잘 전해주는 전설을 가지고 있는 등 문화적인 가치 또한 크기 때문에 원주 반계리 은행나무(강원 원주시 문막읍 반계리 1495-1 소재)하고 더불어 천연기념물로 지정하여 보호하고 있다.

### 피해
이 소나무는 살아오는 동안 각종 재해를 입었는데, 특히 1980년대 초 솔잎혹파리의 피해 때문에 많은 비용을 들여 대규모 방충망을 설치하기도 했다. 이 소나무는 원래 삿갓 또는 우산을 편 모양으로 단정하고 아름다운 수관을 이루고 있었는데, 1993년 강풍으로 서쪽 큰 옆가지가 부러져 그 수형이 많이 망가졌다.

## 참고자료
- 문화재청, 《문화재이야기여행 천연기념물 100선 보관됨 2016-08-28 - 웨이백 머신》, pp126~130, 2016-03-31

## 같이 보기
- 소나무
- 보은 서원리 소나무 - 정이품송과 부부로 얽힌 나무. 정부인송이라는 별명이 있다.

## 참고 자료
- 정이품송 - 국가유산청 국가유산포털